# Hallstahammars landsfiskalsdistrikt
Hallstahammars landsfiskalsdistrikt var 1918–1964 ett landsfiskalsdistrikt i Västmanlands län, bildat som Kolbäcks landsfiskalsdistrikt när Sveriges indelning i landsfiskalsdistrikt trädde i kraft den 1 januari 1918, enligt beslut den 7 september 1917. 1 januari 1952 ändrades distriktets namn till Hallstahammars landsfiskalsdistrikt. Den 1 januari 1965 avskaffades i Sverige samtliga landsfiskaler och landsfiskalsdistrikt, och deras arbetsuppgifter delades upp på de nyskapade indelningarna polisdistrikt, åklagardistrikt och kronofogdedistrikt.
Landsfiskalsdistriktet låg under länsstyrelsen i Västmanlands län.

## Ingående områden
När Sveriges nya indelning i landsfiskalsdistrikt trädde i kraft den 1 oktober 1941 (enligt kungörelsen den 28 juni 1941) överfördes kommunerna Dingtuna och Västerås-Barkarö till Västerås landsfiskalsdistrikt. Samtidigt tillfördes kommunerna Berg och Svedvi från Ramnäs landsfiskalsdistrikt. Den 1 januari 1943 ombildades Svedvi landskommun till Hallstahammars köping. När Sveriges nya indelning i landsfiskalsdistrikt trädde i kraft den 1 januari 1952 (enligt kungörelsen 1 juni 1951) ändrades distriktets namn men inte distriktets omfattning, men antalet kommuner inom landsfiskalsdistriktet minskades vid kommunreformen 1952 genom sammanslagning med grannkommuner.

### Från 1918
Snevringe härad:
- Kolbäcks landskommun
- Munktorps landskommun
- Rytterne landskommun
- Säby landskommun

Tuhundra härad:
- Dingtuna landskommun
- Västerås-Barkarö landskommun

### Från 1 oktober 1941
Snevringe härad:
- Bergs landskommun
- Kolbäcks landskommun
- Munktorps landskommun
- Rytterne landskommun
- Svedvi landskommun
- Säby landskommun

### Från 1943
Snevringe härad:
- Bergs landskommun
- Hallstahammars köping
- Kolbäcks landskommun
- Munktorps landskommun
- Rytterne landskommun
- Säby landskommun

### Från 1 januari 1952
- Hallstahammars köping
- Kolbäcks landskommun
- Munktorps landskommun